# 75년

## 연호
- 후한(後漢) 영평(永平) 18년

## 기년
- 후한(後漢) 명제(明帝) 18년 / 후한(後漢) 장제(章帝) 원년
- 신라(新羅) 탈해 이사금(脫解泥師今) 19년
- 고구려(高句麗) 태조대왕(太祖大王) 23년
- 백제(百濟) 다루왕(多婁王) 48년

## 사망
- 후한의 제2대 황제 명제